# Disputa de las Islas Åland

Ubicación de las Islas Åland

Islas Åland

La disputa por las Islas Åland fue uno de los primeros asuntos puestos a consideración para arbitraje por la Liga de Naciones en su formación. La demanda de la población de Åland por la autodeterminación no fue otorgada y la soberanía sobre las islas estuvo retenida por Finlandia, pero se otorgaron garantías internacionales para permitir a la población desarrollar su cultura propia, aliviando la amenaza de asimilación forzada por la cultura finlandesa según lo percibido por los isleños.

## Antecedentes
Antes de 1809, Åland estuvo localizada dentro de las fronteras del reino sueco. Sin embargo, en el Tratado de Fredrikshamn del 17 de septiembre de 1809, Suecia tuvo que ceder el control de las islas, junto con Finlandia, a la Rusia Imperial. El Gran Ducado de Finlandia devenía en una entidad autónoma, incluyendo las Islas Åland, dentro del Imperio Ruso. Después de la Guerra de las Åland, por el Tratado de París del 18 de abril de 1856 que finalizó la guerra de Crimea, Gran Bretaña requirió a Rusia evitar la construcción de fortificaciones nuevas en las islas. Esta estipulación fue obedecida, a pesar de infructuosos intentos de cambiar el estado demilitarizado de islas en 1908. Sin embargo, en 1914, en el inicio de la Primera Guerra Mundial, el gobierno ruso convirtió a las islas en una base de submarinos para el uso de submarinos británicos y rusos durante la guerra.

## Crisis militar
En diciembre de 1917, temiendo los efectos de la Revolución de octubre rusa, el parlamento finlandés proclamó que Finlandia era ahora un estado soberano, apoyándose en los principios de autodeterminación nacional. Ese mismo otoño, los Ålanders se habían organizado para su autodeterminación propia, temiendo lo que vieron como expresiones excesivamente profinlandesas y anti-Suecas en Finlandia. Por este tiempo, más del 90% de los habitantes de las islas se consideraban suecos, excluyendo al personal militar estacionado, en contraste a Finlandia continental, donde menos de 15% hablaba sueco. A diferencia de lo sucedido en Åland, en los veinte años previos las tensiones sociales habían empeorado considerablemente en Finlandia. La respuesta de los Ålanders fue un deseo de secesión del Ducado Magnífico de Finlandia y del Imperio ruso, al cual  sentían poca afiliación, y una petición para la anexión por parte de Suecia.
La élite de poder de Suecia, sin embargo, estaba preocupada con la democratización de Suecia que había sido recientemente comenzada por un gabinete conservador para calmar a las corrientes revolucionarias entre trabajadores suecos. A aquel efecto, Suecia conseguía una nueva primera ministra liberal, y por primera vez socialistas en el gabinete. A pesar de que círculos de activistas cercanos a la corte real eran entusiastas hacia el pedido de los Ålanders de apoyo sueco, los activistas habían perdido su influencia política hacia 1916, y finalmente también la atención del Rey Gustav V. Los representantes de las Islas Ålands eran apaciguados con palabras comprensivas y frases vacías. Ni los Liberales ni los Socialistas que dirigieron a Suecia durante el último año de la Primera Guerra Mundial tenían el mínimo interés en cualquier cosa que tuviera que ver con políticas aventureras de activistas; el Rey estuvo plenamente de acuerdo con su gabinete en este punto.
La guerra civil finlandesa que empezó en enero de 1918, inicialmente no cambió esta situación. Los socialdemócratas de Suecia del año anterior habían purgado a los revolucionarios del partido, y eran comprensivos pero no colaborativos con la República Socialista en Finlandia. Sus socios de coalición en el gabinete, los Liberales, estaban más bien inclinados a simpatizar con el gobierno Blanco en Finlandia, pero eran tradicionalmente neutrales y además bastante desconfiados de su contraparte finlandesa.
Informes exagerados de aprehensión civil respecto al acercamiento de combatientes de la guerra civil resultaron, sin embargo, en el despacho de una expedición naval sueca menor, encargada de evacuar a los civiles que desearan hacerlo. Resultó que ningún civil deseaba evacuar, pero el comandante naval con orgullo auspició un fin a las hostilidades y se quedó en la Isla principal como fuerza de paz. Es evidente que la cadena de orden estaba considerablemente más inclinada hacia el activismo que el ministro Socialista de Defensa, quién a su vez fue persuadido de ser considerablemente más favorable hacia la intervención que sus colegas de gabinete. Es menos claro a qué grado otros miembros del gabinete estuvieron informados entre las reuniones de gabinete, o incluso si tuvieron oportunidad de participar de la discusión. Estocolmo no percibió nada, y cualquier cosa que pasó había sido sin intención del gobierno y por las buenas intenciones del agente naval a cargo.
El gobierno Blanco en Vaasa lo vio de manera diferente. Estaban resentidos por la falta de soporte de Suecia contra los rebeldes socialistas, y muy al tanto de los deseos de los activistas de re-adquirir las Islas Åland, dado que muchos de los agentes militares suecos que se ofrecieron para acudir al apoyo de Finlandia Blanca eran cercanos a los activistas principales. El gobierno Blanco se alarmó por la llegada de tropas suecas a tierras finlandesas, y sospechaba del ministro de Defensa socialista de Suecia. Se le solicitó urgentemente a una fuerza naval alemana sacar las tropas suecas de Åland.

## Crisis política
El principal socialdemócrata sueco, Hjalmar Branting, optó por tratar el asunto puramente desde el punto de vista del derecho internacional. El gabinete de Finlandia vio esta posición como puramente táctica, y se desató una disputa sobre si las islas pertenecían por derecho a Suecia o Finlandia. En 1921, otra vez a pesar del hecho que 90 por ciento de la población de las islas era sueca — y que  expresaron un deseo casi unánime de ser incorporados a Suecia — la Liga de Naciones determinó que las Islas Åland tendrían que quedar bajo soberanía finlandesa, lo cual es a menudo atribuido a la habilidad del ministro ante París, Carl Enckell, quién también era enviado ante la Liga de Naciones así como también encargado de la presentación de Finlandia sobre la cuestión de las Islas Åland. 
El mérito adicional, quizás decisivo, está atribuido al enviado de Finlandia ante Japón, el profesor G. J. Ramstedt, quién era una importante influencia extranjera en Japón. Ramstedt logró señalar a la delegación japonesa ante la Liga de Naciones que las Islas Åland son de hecho un archipiélago continuo que se une con Finlandia, y además, que aguas de mar profundas las separan de Suecia. Los intereses propios de Japón en controlar las islas del Pacífico serían respaldados por tal precedente, y consecuentemente dieron soporte importante a Finlandia. También, uno de los impulsores importantes de una solución diplomática al caso fue Nitobe Inazō, quien era uno  de los Subsecretarios Generales de la Liga y el director de la Sección Bureau Internacional, a cargo del Comité Internacional sobre Cooperación Intelectual.

## Consecuencias
Las dificultades interrelacionadas en las relaciones entre Suecia y Finlandia se resolvieron a mitad de los años treinta, cuándo la debilitada autoridad de la Liga de Naciones señaló un humor internacional mucho más duro. La posibilidad de que las Islas Åland cayeran bajo el control de la Alemania Nazi o la Unión Soviética era muy real, y es por ello que el ministro de Asuntos Exteriores de Suecia Sandler propuso retener el estado de las islas a pesar de la bien establecida política de neutralidad de Suecia. Planes defensivos detallados fueron trazados; sin embargo, al final, Suecia optó no para participar en la defensa de las islas.

## Autonomía de las Islas Åland
En 1920, Finlandia concedió una autonomía cultural y política de gran alcance a las Islas Åland. La Liga de Naciones consideró estas medidas como suficientes para la demanda de proteger la lengua y cultura sueca del lugar.
Durante el curso del siglo XX, la soberanía finlandesa ha sido percibida como benévola, e incluso beneficiosa, por un número creciente de isleños. Junto con la decepción por el apoyo insuficiente de Suecia en la Liga de Naciones, la falta de respeto sueca respecto al estado demilitarizado de las Åland en los años 1930, y a algún grado un sentimiento de destino compartido con Finlandia durante y después de la Segunda Guerra Mundial, esto ha resultado en una nueva percepción de las Åland en relación con Finlandia: de "una provincia sueca en posesión finlandesa" a "una parte autónoma de Finlandia".

## Otras lecturas
- Walters, F. P. Una Historia de la Liga de Naciones (Oxford Prensa Universitaria, 1952). On-line